# 阿拉維無線鰨
阿拉維無線鰨為輻鰭魚綱鰈形目鰨亞目舌鰨科的其中一種，為熱帶海水魚，分布於西大西洋區，從美國佛羅里達至哥倫比亞海域，棲息深度3-39公尺，體長可達5.1公分，棲息在沿岸淺水域，生活習性不明，可做為食用魚。

## 扩展阅读
維基物種上的相關：阿拉維無線鰨